# Барстоу, Стэн
Стэн (Стэнли) Барстоу (англ. Stan Barstow, 28 июня 1928, Йоркшир — 1 августа 2011) — английский писатель.

## Биография
Стэн Барстоу вырос в рабочей среде. Его отец был шахтёром, и Стэн был единственным сыном в семье. Учился в гимназии Оссетт, а затем, в возрасте шестнадцати лет бросил обучение. Работал в инженерной фирме, что отразилось в его самой популярной книге A Kind of Loving (1960).
Барстоу был женат 39 лет и имеет двоих детей. Большую часть своей жизни он прожил в родном Йоркшире, но последние годы жизни провел в Южном Уэльсе.

## Творчество

Обложка первого издания «A Kind of Loving»

Стэн Барстоу начал писать в 1950-х годах. Его первой опубликованной работой (под именем Стэнли Барстоу) был рассказ «В поисках Томми Флинна», 8 книгой в серии «Путнам», «Избранные рассказы на сегодня», в 1957 году. Этот рассказ был переиздан в «Головорезах», в 1962 году.
Затем последовал роман «Разновидность любви» в 1960 году. Роман обрёл успех и лёг в основу кинофильма режиссёра Джона Шлезингера, вышедшего в 1962 году под названием «Такого рода любовь. В России роман был опубликован в журнале Иностранная литература под названием «Любовь... Любовь?». Главный герой, «я» книги, Вик Браун начинает свою трудовую деятельность чертёжником. Реалистическое описание жизни молодого работающего английского парня с незамысловатыми семейными и любовными перипетиями принесло автору значительную известность. Отрывки из романа использовались в русских учебниках английского языка, например, Английский язык как второй иностранный И. Китросской. Позже автор расширил книгу до трилогии. 
С тех пор Барстоу являлся признанным писателем, и в его послужном списке числилось 11 романов и 3 книги рассказов. Он также писал сценарии к фильмам, театральным и радио-постановкам. Его произведения были переведены на несколько языков и широко распространены во всевозможных учебных заведениях. Барстоу также был почетным Знатоком Искусств Открытого Университета. Его последней книгой стала автобиография «В мои лучшие времена», изданная в октябре 2001 года. Писатель умер в 2011 году.

## Произведения

### Романы
- Трилогия «Вик Браун» (англ. The Vic Brown Trilogy)
  1. 1960 — «Любовь… Любовь?»[6] (англ. A Kind of Loving)
  2. 1966 — «Наблюдатели на берегу» (англ. The Watchers on the Shore)
  3. 1976 — «Окончательно и бесповоротно» (англ. The Right True End)
- 1962 — «Завтра поговорим» (ср. ориг. «Спроси меня завтра») (англ. Ask Me Tomorrow)
- 1968 — «Яростный покой» (англ. A Raging Calm)
- 1980 — «Рассказ о брате»[7] (англ. A Brother’s Tale)
- Трилогия «Элла Палмер» (англ. The Ella Palmer Trilogy)
  1. 1986 — «Ещё увидите» (англ. Just You Wait and See)
  2. 1989 — «Дай нам на сей день» (англ. Give Us This Day)
  3. 1991 — «Ближайшие родственники» (англ. Next of Kin)
- 1987 — «Второсортное кино» (англ. B-Movie)

### Сборники рассказов
- 1969 — «Человеческий фактор и другие рассказы» (англ. The Human Element and Other Stories)
- 1971 — «Лето с Эротом» (англ. A Season with Eros)
- 1976 — «Случайное знакомство и другие рассказы» (англ. A Casual Acquaintance and Other Stories)

### Телеспектакль
- 1964 — «Джоби» (англ. Joby)

### Автобиография
- Барстоу, Стэн. Когда прошло столько лет = In My Own Good Time. — 1-е изд. — Москва, 2001. — Т. 1.